# Положение усиленной (чрезвычайной) охраны
Положение усиленной (чрезвычайной) охраны (исключительное положение) — в Российской империи конца XIX — начала XX веков особенный правовой статус местности, объявляемый при чрезвычайных ситуациях и гражданских волнениях. Введён в 1881 году в качестве одной из первых контрреформ. При объявлении положения усиленной (чрезвычайной) охраны увеличивались полномочия государственной власти. В царствования Александра III и Николая II государственная власть широко использовала данные меры для борьбы с революционным движением. Некоторые территории десятилетиями находились на режиме исключительного положения, что было выгодно в первую очередь губернским и областным властям.

## Основания и процедура введения положения чрезвычайной и усиленной охраны
Законодательным основанием положений чрезвычайной и усиленной охраны являлось «Положение о мерах к охранению государственного порядка и общественного спокойствия» от 14 августа 1881 года. Введенное вскоре после убийства Александра II, это положение называлось временным, но так и продолжало действовать до революции 1917 г.
Положение усиленной охраны могло быть введено в тех случаях,«когда проявленія преступной дѣятельности лицъ, злоумышляющихъ противъ государственнаго порядка и общественной безопасности, принимаютъ <...> столь угрожающій характеръ, что вызываютъ необходимость особых мѣропріятій, направленныхъ къ прекращенію сихъ проявленій».

Положение чрезвычайной охраны объявлялось,  «когда такими посягательствами население будет приведено в тревожное состояние, вызывающее необходимость принятия исключительных мер для безотлагательного восстановления нарушенного порядка».
Положение усиленной охраны вводилось министром внутренних дел либо генерал-губернаторами, после чего им надлежало представить эту меру на Высочайшее благоусмотрение через Комитет министров.
Положение чрезвычайной охраны вводилось только Высочайше утвержденным положением Комитета министров по представлению министра внутренних дел.
Положение могло быть введено не более чем на год, после чего оно могло быть продолжено изданием нового положения Комитета министров.

## Расширение прав государственной власти

### Положение усиленной охраны
При введении положения усиленной охраны генерал-губернаторы, губернаторы и градоначальники получали следующие дополнительные полномочия:
1. Право издавать обязательные постановления по предметам, относящимся к предупреждению нарушения порядка и безопасности, устанавливать нарушения и накладывать взыскания (арест до 3-х месяцев и штраф до 300 рублей) в административном (внесудебном) порядке.
2. Право воспрещать различные народные, общественные и частные собрания.
3. Право делать распоряжения о закрытии торговых и промышленных заведений.
4. Право воспрещать отдельным личностям пребывание в объявленных на положении об усиленной охране местностям (административная высылка). Высылка также могла производиться в определенную местность, до момента высылки наказуемый мог содержаться под арестом. Срок высылки составлял от 1 года до 5 лет. Высылка должна быть согласована с министром внутренних дел, при котором для обсуждения данных вопросов имелось Особое совещание.

Генерал-губернаторы, а там, где их не было — министр внутренних дел, получали право передавать на рассмотрение военных судов дела, подсудные обычным судам, в видах ограждения общественного порядка и спокойствия; а также давать распоряжения о рассмотрении дел судами при закрытых дверях, во избежание возбуждения умов и нарушения порядка.
Местные полицейские органы (исправники, полицмейстеры, начальники местных жандармских управлений и их помощники) получали право:
арестовывать на срок не более 2 недель всех лиц, внушающих подозрение в совершении государственных преступлений, а также в принадлежности к противозаконным сообществам;
производить во всякое время и во всех помещениях обыски;
налагать аресты на имущества, указывающие на преступность действий или намерений заподозренных лиц.

### Положение чрезвычайной охраны
Положение чрезвычайной охраны еще более расширяло права тех же должностных лиц.
Генерал-губернаторам могли быть присвоены права командующих армиями в военное время.
В местностях, где не было генерал-губернаторов, могли быть назначены специальные лица, именуемые главноначальствующими. Кроме прав генерал-губернаторов при положении усиленной охраны, эти лица также получали:
1. Право передавать военному суду дела лиц, совершивших «известные» преступления (закон намеренно употреблял неопределенное выражение);
2. Право налагать секвестр на недвижимые и арест на движимые имущества, если доходы с них употреблялись на преступные цели;
3. Право подвергать заключению в крепости, тюрьме или аресту на срок до 3-х месяцев или штрафу до 3000 рублей в административном порядке; как за нарушение обязательных постановлений, так и за проступки, изъятые из ведения судов;
4. Право устранять от должности на время действия положения чиновников всех ведомств (кроме лиц первых трех классов), а также служащих по выборам в сословных, земских и городских учреждениях;
5. Право приостанавливать и закрывать собрания сословных, земских и городских учреждений;
6. Право приостанавливать периодические издания на время действия положения;
7. Право закрывать учебные заведения на срок не более одного месяца.

Как правило, в «главноначальствующих» на время положения чрезвычайной охраны переименовывались действующие губернаторы.

### Правовой режим в смежных местностях
При объявлении какой-либо местности в положении усиленной (чрезвычайной) охраны мог быть изменен правовой режим в прилегающих к ней местностях (и даже на всей территории Империи).
Местные начальники полиции, начальники жандармских управлений и их помощники получали право арестовывать лиц, подозреваемых в государственных преступлениях, на срок не более 7 дней, и совершать у них обыски и выемки.
Губернаторы и градоначальник получали право немедленно устранять от должности лиц, служащих по земским и городским установлениям.

## Практическое применение режима усиленной охраны
Режим усиленной охраны немедленно после его введения превратился из временного в частично постоянное установление. Само Положение, как временный законодательный акт, ежегодно продлялось вплоть до начала первой мировой войны, когда прифронтовые губернии были переведены на военное положение, а вся остальная территория империи — на положение чрезвычайной охраны.
Прежде всего, с момента введения «Положения» в 1881 году и до конца царского режима на всей территории империи действовали статьи 28-31 «Положения», которые предусматривали:
- Право губернаторов и градоначальников немотивированно увольнять невыборных служащих земских и городских учреждений; данное право использовалось очень широко, как мера борьбы правительства с либеральными настроениями земских служащих, и вызывало большие нарекания общественности.
- Право местных полицейских властей и жандармских управлений производить аресты на срок до 7 дней и обыски в отношении лиц, подозреваемых в государственных преступлениях, без судебной санкции.

В целом ряде местностей режим усиленной охраны также действовал непрерывно с 1881 до 1917 года, независимо от реальной обстановки. Власти в данных местностях привыкли к пользованию чрезвычайными временными правами, предоставляемыми им «Положением», и постепенно стали рассматривать их как свои постоянные права, применяя их и по случаям, не имеющим никакого отношения к гражданским волнениям. Особенно широко губернаторы и градоначальники злоупотребляли правом административной высылки.
К местностям, где режим усиленной охраны действовал непрерывно (во время революционных событий 1905—1907 гг. сменяясь режимом чрезвычайной охраны), относились наиболее населенные и развитые регионы и города: Санкт-Петербург с губернией, Москва с губернией, Одесса, Николаев, Ростов-на-Дону, Волынская, Киевская, Подольская и Харьковская губернии.
Особенно часто объявление местностей на исключительном положении использовалость в период революции 1905—1907 годов. К 1 августа 1906 года из 87 губерний и областей России 40 состояло на военном положении, 27 на положении чрезвычайной охраны и 15 на положении усиленной охраны.